# بلازميدات بي جرين
تم تناول بلازميدات بي جرين (pGreen) للمرة الأولى في عام 2000م. وتوفر صفحة الويب الداعمة معلومات إضافية ودعمًا مستمرًا للباحثين عن مصادر متعلقة بمجال البلازميدات. ومنذ أن بدأت الأبحاث عن البلازميدات من جانب جماعة الباحثين، شهد مجال البلازميدات تطورًا كبيرًا، وتمت زيادة المصادر المتاحة للباحثين.
وقد تم تشجيع الباحثين على المساهمة في هذا المجتمع البحثي عن طريق تسجيل متسلسلات النواقل الوراثية التي توصلوا إليها في بنك الجينات (genbank)، وتوفير وصف للبلازميدات على الموقع الإلكتروني.

## بي جرين1 (pGreenI) وبي جرين2 (pGreenII)
بي جرين هو بلازميد بي جرين الأساسي.
بي جرين2 هو البلازميد الأصلي المُعدَّل، وقد تم تعديله ليعزز استقرار البلازميد.

## مناطق الحمض النووي الريبوزي منقوص الأكسجين المحول (T-DNA regions)

### اختيار عدم التحويل
بي جرين2 0000: (pGreenII 0000) الحد الأدنى من الحمض النووي الريبوزي منقوص الأكسجين المحول (T-DNA) على الطرفين الأيمن والأيسر، وجين Lac Z المستخدم في عملية الاصطفاء الأزرق/الأبيض خلال عملية استنساخ مواقع متعددة الاستنساخ مشتقة من فصيمة بي بلوسكريبت (pBluescript).
بي جرين2 62-SK: مشتق من بي جرين2 0000، ولكن تم استبدال جين الاصطفاء الأزرق/الأبيض LacZ بمتسلسلة جينات الكاسيت 35S-MCS-CaMV، والتي تسمح بإدخال الجين المرغوب فيه إلى متسلسلة ناقل التعببر 35S. ويُشتق موقع الاستنساخ المتعدد (MCS) من فصيمة بي بلوسكريبت (pBluescript).
بي جرين2 0800-إل يو سي (pGreenII 0800-LUC)

### اصطفاء الكاناميسين
بي جرين2 0029 (pGreenII 0029): وهو مُشتق من بي جرين 2 0000 (pGreenII 0000)، وتم إدخال متسلسلة كاسيت nos-kan في منطقة إنزيم هيبا1 (HpaI) على الطرف الأيسر، والتي توفر المقاومة للكاناميسين خلال عملية اصطفاء تحول النبتة.
،
بي جرين2 0029 62-إس-كيه: (pGreenII 0029 62-SK) وهو مُشتق من بي جرين2 0029، وتم استبدال LacZ المستخدم في عملية الاصطفاء الأزرق/الأبيض بكاسيت 35S-MCS-CaMV، والذي يسمح بإدخال الجين المرغوب فيه إلى كاسيت ناقل التعبير 35S. ويُشتق موقع الاستنساخ المتعدد (MCS) من فصيمة بي بلوسكريبت (pBluescript).

### اصطفاء الهيجروميسين
بي جرين2 0179: (pGreenII 0179) وهو مشتق من بي جرين2 0000، ولكن تم إدخال متسلسلة كاسيت 35S-hyg في منطقة إنزيم هيبا1 (Hpa1) على الطرف الأيسر، والذي يعمل على مقاومة الهيجروميسين خلال عملية اصطفاء تحول النبتة.

### اصطفاء البيالافوس
بي جرين2 0229: (pGreenII 0229) وهو مشتق من بي جرين2 0000، وتم إدخال متسلسلة الكاسيت nos-bar في إنزيم هيبا1 على الطرف الأيسر، والذي يعمل على مقاومة البيالافوس أو الفوسفينوثريسين (phosphinothricin) خلال عملية اصطفاء تحول النبتة.
بي جرين2 0229 62-إس كيه: (pGreenII 0229 62-SK) وهو مشتق من بي جرين2 0229، وتم استبدال LacZ المستخدم في عملية الاصطفاء الأزرق/الأبيض بمتسلسلة الكاسيت 35S-MCS-CaMV، والتي تسمح بإدخال الجين المرغوب فيه في متسلسلة ناقل التعبير 35S. ويُشتق موقع الاستنساخ المتعدد (MCS) من فصيمة بي بلوسكريبت (pBluescript).

## بي سوب (pSup)
يعد هذا أحد البلازميدات المساعدة التي تقوم بوظيفة الاستنساخ لبلازميد pSa وهو أصل بلازميد بي جرين (pGreen). وبلازميد بي سوب (pSoup) هو أحد البلازميدات المقاومة للتتراسيكلين (tetracyclin)، كما أنه بإمكانه أن يوجد في مجموعات متنافرة، مثل وجوده مع بي جرين في خلايا البكتيريا الأجرعية.
بي سوب: (pSoup) البلازميد المساعد الأساسي للبي سوب. ولن يستطيع بلازميد بي جرين أن يستنسخ البكتيريا الأجرعية إذا لم يكن بي سوب موجودًا.

## وصلات خارجية
- The pGreen research page